# Craig L. Thomas

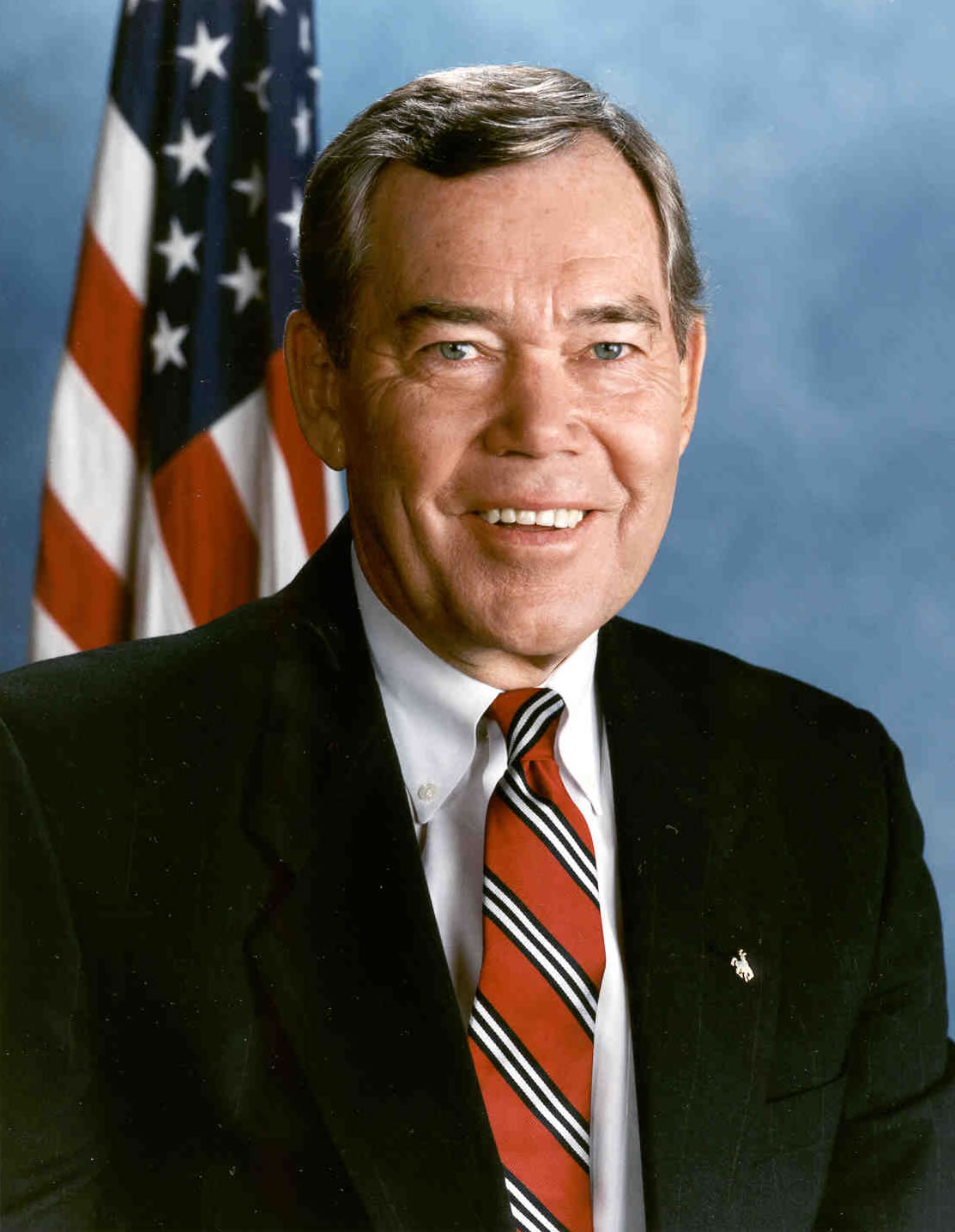
Craig L. Thomas

Craig Lyle Thomas (* 17. Februar 1933 in Cody, Wyoming; † 4. Juni 2007 in Bethesda, Maryland) war ein US-amerikanischer Politiker der Republikanischen Partei und von 1995 bis zu seinem Tod der 8. Senator der Klasse I des Staates Wyoming.
Thomas ging zur University of Wyoming in Laramie und machte seinen Abschluss in Landwirtschaft. Von 1955 bis 1959 war er beim United States Marine Corps im Range eines Captains. Von 1989 bis 1995 war er Mitglied des Repräsentantenhauses der Vereinigten Staaten. 2006 wurde er mit 70 % der Stimmen seines Wahlbezirks zum dritten Mal als Senator in Wyoming gewählt. 
Thomas starb im Alter von 74 Jahren an Leukämie.